# Щелкун желтокрылый
Щелкун желтокрылый (лат. Ctenicera castaneus или Anostirus castaneus) или щелкун каштановый — вид жуков, относящийся к роду Ctenicera из семейства щелкунов.

## Описание
Задние углы переднеспинки без килей; длина тела 9—10 мм. Личинки развиваются в лесных почвах и в гнилой древесине.

## География
Распространён в северной и средней части Европы, а также в Сибири.